# Circuito Franco-Belga 2023
La 82.ª edición de la clásica ciclista Circuito Franco-Belga fue una carrera en Bélgica que se celebró el 28 de septiembre de 2023 sobre un recorrido de 190,6 kilómetros con inicio en la ciudad de Tournai y final en la ciudad de Mont-de-l'Enclus.
La carrera formó parte del UCI ProSeries 2023, dentro de la categoría 1.Pro. 

## Equipos participantes
Tomaron parte en la carrera 20 equipos: 7 de categoría UCI WorldTeam, 9 de categoría UCI ProTeam y 4 de categoría Continental. Formaron así un pelotón de 141 ciclistas de los que acabaron 84. Los equipos participantes fueron:
| WorldTeams (7)- AG2R Citroën Team - Alpecin-Deceuninck - Cofidis - Intermarché-Circus-Wanty - Lidl-Trek - Soudal Quick-Step - Arkéa-Samsic ProTeams (9)- Bingoal WB - Bolton Equities Black Spoke Pro Cycling - Human Powered Health - Israel-Premier Tech - Lotto Dstny - Q36.5 Pro Cycling Team - Team Flanders-Baloise - TotalEnergies - Uno-X Pro Cycling Team Equipos continentales (4)- À Bloc CT - Matériel-vélo.com - Van Rysel-Roubaix Lille Métropole - Volkerwessels Cycling Team |
| |

## Clasificación final
- La clasificación finalizó de la siguiente forma:[3]

| \| Clasificación general \| Clasificación general \| Clasificación general \| Clasificación general \| Clasificación general \| \| Ciclista \| Ciclista \| Equipo \| Tiempo \| \| \| --------------------- \| -------------------------- \| ------------------------ \| --------------------- \| --------------------- \| \| 1.º \| Arnaud De Lie \| Lotto Dstny \| 4 h 27 min 52 s \| \| \| 2.º \| Rasmus Tiller \| Uno-X Pro Cycling Team \| + 0 s \| \| \| 3.º \| Corbin Strong \| Israel-Premier Tech \| + 0 s \| \| \| 4.º \| Tobias Halland Johannessen \| Uno-X Pro Cycling Team \| + 2 s \| \| \| 5.º \| Florian Sénéchal \| Soudal Quick-Step \| + 2 s \| \| \| 6.º \| Lorenzo Rota \| Intermarché-Circus-Wanty \| + 6 s \| \| \| 7.º \| Georg Zimmermann \| Intermarché-Circus-Wanty \| + 6 s \| \| \| 8.º \| Yves Lampaert \| Soudal Quick-Step \| + 8 s \| \| \| 9.º \| Toms Skujiņš \| Lidl-Trek \| + 9 s \| \| \| 10.º \| Anthony Turgis \| TotalEnergies \| + 13 s \| \| |                            |                          |                 |
| |                            |                          |                 |
| Fuentes: ProCyclingStats Cycling Archives |                            |                          |                 |
| Clasificación general |                            |                          |                 |
| Ciclista | Ciclista                   | Equipo                   | Tiempo          |
| 1.º | Arnaud De Lie              | Lotto Dstny              | 4 h 27 min 52 s |
| 2.º | Rasmus Tiller              | Uno-X Pro Cycling Team   | + 0 s           |
| 3.º | Corbin Strong              | Israel-Premier Tech      | + 0 s           |
| 4.º | Tobias Halland Johannessen | Uno-X Pro Cycling Team   | + 2 s           |
| 5.º | Florian Sénéchal           | Soudal Quick-Step        | + 2 s           |
| 6.º | Lorenzo Rota               | Intermarché-Circus-Wanty | + 6 s           |
| 7.º | Georg Zimmermann           | Intermarché-Circus-Wanty | + 6 s           |
| 8.º | Yves Lampaert              | Soudal Quick-Step        | + 8 s           |
| 9.º | Toms Skujiņš               | Lidl-Trek                | + 9 s           |
| 10.º | Anthony Turgis             | TotalEnergies            | + 13 s          |

## Ciclistas participantes y posiciones finales
Convenciones:
- AB-N: Abandono en la etapa "N"
- FLT-N: Retiro por llegada fuera del límite de tiempo en la etapa "N"
- NTS-N: No tomó la salida para la etapa "N"
- DES-N: Descalificado o expulsado en la etapa "N"

## UCI World Ranking
El Circuito Franco-Belga otorgó puntos para el UCI World Ranking para corredores de los equipos en las categorías UCI WorldTeam, UCI ProTeam y Continental. Las siguientes tablas son el baremo de puntuación y los diez corredores que obtuvieron más puntos:
| Posición              | 1.º | 2.º | 3.º | 4.º | 5.º | 6.º | 7.º | 8.º | 9.º | 10.º | 11.º | 12.º | 13.º | 14.º | 15.º | 16.º-30.º | 31.º-40.º |
| Clasificación general | 200 | 150 | 125 | 100 | 85  | 70  | 60  | 50  | 40  | 35   | 30   | 25   | 20   | 15   | 10   | 5         | 3         |

| Clasificación |                            |                          |         |
| Posición      | Ciclista                   | Equipo                   | General |
| ------------- | -------------------------- | ------------------------ | ------- |
| 1.º           | Arnaud De Lie              | Lotto Dstny              | 200     |
| 2.º           | Rasmus Tiller              | Uno-X                    | 150     |
| 3.º           | Corbin Strong              | Israel-Premier Tech      | 125     |
| 4.º           | Tobias Halland Johannessen | Uno-X                    | 100     |
| 5.º           | Florian Sénéchal           | Soudal Quick-Step        | 85      |
| 6.º           | Lorenzo Rota               | Intermarché-Circus-Wanty | 70      |
| 7.º           | Georg Zimmermann           | Intermarché-Circus-Wanty | 60      |
| 8.º           | Yves Lampaert              | Soudal Quick-Step        | 50      |
| 9.º           | Toms Skujiņš               | Lidl-Trek                | 40      |
| 10.º          | Anthony Turgis             | TotalEnergies            | 35      |